# Шинкуба Баграт Васильович
Баграт Васильович Шинкуба (12 травня 1917, село Члоу Кодорського повіту Сухумського округу, тепер Очамчирський район, Абхазія, Грузія — 25 лютого 2004, місто Сухумі, Абхазія, Грузія) — абхазький радянський діяч, письменник, поет, голова Президії Верховної ради Абхазької АРСР. Кандидат у члени ЦК КП Грузії в 1958—1976 роках. Член Ревізійної Комісії КП Грузії. Кандидат філологічних наук (1945). Академік Академії наук Абхазії (з 1997 року). Депутат Верховної ради Грузинської РСР у 1958—1979 роках. Депутат Верховної Ради СРСР 5-го і 10—11-го скликань. Народний депутат СРСР (1989—1991). Герой Соціалістичної Праці (11.05.1987).

## Життєпис
У 1935 році закінчив Абхазький педагогічний технікум у Сухумі. Почав друкуватися з 1935 року.
У 1935—1939 роках — студент Сухумського державного педагогічного інституту імені Горького Абхазької АРСР.
У 1939—1942 роках — учитель школи села Члоу Очамчирського району Абхазької АРСР.
Одночасно в 1939 році вступив до аспірантури Інституту мовознавства Академії наук Грузинської РСР, керував секцією письменників-початківців Абхазького відділення Спілки радянських письменників Грузії.
У 1942—1943 роках — завідувач відділу промисловості і транспорту редакції абхазької республіканської газети «Апсни Капш».
У 1945 році захистив дисертацію на здобуття наукового ступеня кандидата філологічних наук.
У 1945—1953 роках — старший науковий співробітник Абхазького інституту мови, літератури та історії Академії наук Грузинської РСР.
Член ВКП(б) з 1946 року.
З 1953 по 1958 рік — відповідальний секретар Абхазького відділення Спілки письменників Грузинської РСР. З 1958 року — голова правління Спілки письменників Абхазької АРСР.
У січні 1958 — жовтні 1978 року — голова Президії Верховної ради Абхазької АРСР.
З 1978 року — на творчій роботі в місті Сухумі.
Указом Президії Верховної Ради СРСР від 11 травня 1987 року за великі заслуги в розвитку радянської літератури, плодовиту громадську діяльність та у зв'язку із сімдесятиріччям із дня народження Шинкубі Баграту Васильовичу присвоєно звання Героя Соціалістичної Праці з врученням ордена Леніна та золотої медалі «Серп і Молот».
Відомий як історик і лінгвіст, дослідник абхазо-адизьких мов та історії абхазо-адизьких народів. Більш як десять років був головою Комісії Ради міністрів Абхазької АРСР з присудження державних премій імені Дмитра Гуліа.
Помер 25 лютого 2004 року в місті Сухумі.

## Творчість
У 1938 році вийшла перша збірка поезій Шинкуби під назвою «Перші пісні». З його ім'ям пов'язана поява нового жанру в абхазькій літературі — роману у віршах: «Мої земляки», поема «Пісня про скелю». На основі останнього було знято художній фільм «Білий башлик» (1975). Був відомий також як автор дитячих віршів та кількох казок. Автор фундаментального збірника «Абхазька народна поезія».
Перу письменника належить відомий роман «Він був останній» (присвячений історії убихів, що розділили долю інших мухаджирів у другій половині XIX століття; прототипом головного героя послужив Тевфік Есенч).
Основні літературні твори:
- Шинкуба Баграт. Він був останній. Роман. / Перекл. з абхазьк. та біогр. довідка Є. Іщенка. Київ Дніпро. 1983. 284 с.
- Шинкуба Б. Розсічений камінь: Роман, повість, оповідання.
- Шинкуба Б. Вірші, балади.
- Шинкуба Б. Мої земляки (поема)
- Шинкуба Б. Пісня про скелю (роман у віршах)
- Шинкуба Б. Чанта приїхав (повість)
- Шинкуба Б. Казка про примхливе козеня

## Нагороди і звання
- Герой Соціалістичної Праці (11.05.1987)
- два ордени Леніна (2.04.1966, 11.05.1987)
- три ордени Трудового Червоного Прапора (17.04.1958, 9.09.1971, 12.12.1973)
- орден Дружби народів (16.05.1977)
- орден «Ахьдз-Апша» («Честь і слава») І ст. (Абхазія) (24.1.2002)
- медаль «За доблесну працю у Великій Вітчизняній війні 1941—1945 рр.» (1945)
- медалі
- Лауреат Державної премії Абхазької АРСР імені Дмитра Гуліа
- Лауреат Всесоюзного кінофестивалю 1975 року в Кишиневі (спеціальний приз за сценарій фільму «Білий башлик»)
- Народний поет Абхазії (1967)
- Народний поет Кабардино-Балкарії
- Народний поет Адигеї